# Éditions Le Cri
Pour l’article homonyme, voir Le Cri (homonymie).
Éditions Le cri est une maison d'édition belge située à Bruxelles, mise en liquidation judiciaire en 2013.
Le Cri édite principalement des œuvres littéraires, mais également des ouvrages historiques.
La maison d'édition publie aussi deux revues littéraires :
- Textyles, revue consacrée à la littérature belge de langue française et dirigée par Paul Aron ;
- In'hui, revue consacrée à la poésie du monde entier, fondée en 1978 par Jacques Darras.

## Quelques auteurs publiés par Le Cri
- Alain Berenboom
- Gaston Compère
- Jacques Darras
- Michel de Ghelderode
- Xavier Deutsch
- Georges-Henri Dumont
- Els Witte
- Max Elskamp
- Marie Gevers
- Marc Lobet
- Bruce L. Mayence
- Maurice Maeterlinck
- Charles Plisnier
- Jean Ray
- Georges Rodenbach